# Роберто Де Дзербі
Роберто Де Дзербі (італ. Roberto De Zerbi, нар. 6 червня 1979, Брешія, Італія) — італійський футболіст, що грав на позиції півзахисника. По завершенні ігрової кар'єри — тренер, головний тренер клубу «Марсель». У 2021—2022 роках очолював тренерський штаб донецького «Шахтаря».

## Ігрова кар'єра
Вихованець футбольної школи клубу «Мілан». Дорослу футбольну кар'єру розпочав 1997 року в основній команді того ж клубу.
Згодом з 1998 по 2006 рік грав у складі команд клубів «Монца», «Падова», «Комо», «Авелліно», «Лекко», «Фоджа», «Ареццо» та «Катанія».
Своєю грою за останню команду привернув увагу представників тренерського штабу клубу «Наполі», до складу якого приєднався 2006 року. Відіграв за неаполітанську команду наступні два сезони ігрової кар'єри.
Протягом 2008—2012 років захищав кольори клубів «Брешія», «Авелліно», «Наполі» та ЧФР (Клуж-Напока). Протягом цих років виборов титул чемпіона Румунії, ставав володарем кубка Румунії.
Завершив професійну ігрову кар'єру у клубі «Тренто», за команду якого виступав протягом 2013—2013 років.

## Кар'єра тренера
Розпочав тренерську кар'єру відразу ж по завершенні кар'єри гравця, 2013 року, очоливши тренерський штаб клубу «Дарфо Боаріо», де пропрацював з 2013 по 2014 рік.
2014 року став головним тренером команди «Фоджа», тренував команду з Фоджі два роки.
Згодом протягом осені 2016 року очолював тренерський штаб клубу «Палермо», був звільнений вже після 13 проведених матчів.
У жовтні 2017 року очолив тренерський штаб команди «Беневенто», на той час аутсайдер Серії A. Під його керівництвом команда завершила сезон на останньому, 20-му місці турнірної таблиці і понизилася у класі.
Утім тренер продовжив роботу в елітному італійському дивізіоні, очоливши влітку 2018 року команду «Сассуоло». Після успішної роботи з командою Де Дзербі отримав низку пропозицій від сильніших італійських та закордонних клубів, утім, він обрав варіант продовження роботи в донецькому «Шахтарі», головним тренером якого став у 2021 році. Разом із ним до тренерського штабу донецького клубу увійшли його колишні помічники по роботі в «Сассуоло», зокрема Паоло Б'янко, Давіде Поссанціні та Сальваторе Монако.
У липні 2022 року Де Дзербі розірвав контракт із «Шахтарем».

## Статистика виступів

### Статистика клубних виступів
| Сезон                | Команда              | Чемпіонат            | Чемпіонат | Чемпіонат | Національний кубок | Національний кубок | Національний кубок | Континентальні кубки | Континентальні кубки | Континентальні кубки | Інші змагання | Інші змагання | Інші змагання | Усього | Усього |
| Сезон                | Команда              | Ліга                 | Ігор      | Голів     | Ліга               | Ігор               | Голів              | Ліга                 | Ігор                 | Голів                | Ліга          | Ігор          | Голів         | Ігор   | Голів  |
| -------------------- | -------------------- | -------------------- | --------- | --------- | ------------------ | ------------------ | ------------------ | -------------------- | -------------------- | -------------------- | ------------- | ------------- | ------------- | ------ | ------ |
| серп.-лип. 1999      | «Монца»              | B                    | 9         | 0         | -                  | -                  | -                  | -                    | -                    | -                    | -             | -             | -             | 9      | 0      |
| січ.-лип. 1999       | «Падова»             | C2                   | 11        | 2         | -                  | -                  | -                  | -                    | -                    | -                    | -             | -             | -             | 11     | 2      |
| серп.-груд. 1999     | «Комо»               | C1                   | 6         | 0         | КІ                 | 1                  | 0                  | -                    | -                    | -                    | -             | -             | -             | 7      | 0      |
| січ.-лип. 2000       | «Падова»             | C2                   | 12        | 3         | -                  | -                  | -                  | -                    | -                    | -                    | -             | -             | -             | 12     | 3      |
| Усього за «Падову»   | Усього за «Падову»   | Усього за «Падову»   | 23        | 5         |                    |                    |                    |                      |                      |                      |               | -             | -             | 23     | 5      |
| 2000–01              | «Авелліно»           | C1                   | 6         | 0         | -                  | -                  | -                  | -                    | -                    | -                    | -             | -             | -             | 6      | 0      |
| серп.-груд. 2001     | «Лекко»              | C1                   | 7         | 0         | -                  | -                  | -                  | -                    | -                    | -                    | -             | -             | -             | 7      | 0      |
| січ.-бер. 2002       | «Фоджа»              | C2                   | 11        | 3         | -                  | -                  | -                  | -                    | -                    | -                    | -             | -             | -             | 11     | 3      |
| 2002–03              | «Фоджа»              | C2                   | 29        | 10        | -                  | -                  | -                  | -                    | -                    | -                    | -             | -             | -             | 29     | 10     |
| 2003–04              | «Фоджа»              | C1                   | 16        | 5         | -                  | -                  | -                  | -                    | -                    | -                    | -             | -             | -             | 16     | 5      |
| Усього за «Фоджу»    | Усього за «Фоджу»    | Усього за «Фоджу»    | 56        | 18        |                    |                    |                    |                      |                      |                      |               | -             | -             | 56     | 18     |
| 2004–05              | «Ареццо»             | B                    | 27        | 4         | -                  | -                  | -                  | -                    | -                    | -                    | -             | -             | -             | 27     | 4      |
| 2005–06              | «Катанія»            | B                    | 34        | 7         | КІ                 | 1                  | 0                  | -                    | -                    | -                    | -             | -             | -             | 35     | 7      |
| 2006–07              | «Наполі»             | B                    | 30        | 3         | КІ                 | 4                  | 0                  | -                    | -                    | -                    | -             | -             | -             | 34     | 3      |
| 2007-січ. 2008       | «Наполі»             | A                    | 3         | 0         | КІ                 | 3                  | 1                  | -                    | -                    | -                    | -             | -             | -             | 6      | 1      |
| січ.-лип. 2008       | «Брешія»             | B                    | 17+2      | 1         | КІ                 | -                  | -                  | -                    | -                    | -                    | -             | -             | -             | 17+2   | 1      |
| серп. 2008           | «Наполі»             | A                    | 0         | 0         | КІ                 | 0                  | 0                  | Інт+КУЄФА            | 1+1                  | 0                    | -             | -             | -             | 2      | 0      |
| серп. 2008–09        | «Авелліно»           | B                    | 15        | 5         | КІ                 | -                  | -                  | -                    | -                    | -                    | -             | -             | -             | 15     | 5      |
| Усього за «Авелліно» | Усього за «Авелліно» | Усього за «Авелліно» | 21        | 5         |                    |                    |                    |                      |                      |                      |               | -             | -             | 21     | 5      |
| 2009-лют. 2010       | «Наполі»             | A                    | -         | -         | КІ                 | -                  | -                  | -                    | -                    | -                    | -             | -             | -             | -      | -      |
| Усього за «Наполі»   | Усього за «Наполі»   | Усього за «Наполі»   | 33        | 3         |                    | 7                  | 1                  |                      | 2                    | 0                    |               | -             | -             | 42     | 4      |
| лют.-лип. 2010       | ЧФР Клуж             | Ліга I               | 4         | 0         | КР                 | 1                  | 0                  | ЛЄ                   | -                    | -                    | -             | -             | -             | 5      | 0      |
| 2010–11              | ЧФР Клуж             | Ліга I               | 8         | 5         | КР                 | 1                  | 0                  | ЛЧ                   | 5                    | 0                    | SR            | 0             | 0             | 14     | 5      |
| 2011–12              | ЧФР Клуж             | Ліга I               | 10        | 3         | КР                 | 1                  | 0                  | -                    | -                    | -                    | -             | -             | -             | 11     | 3      |
| Усього за «ЧФР Клуж» | Усього за «ЧФР Клуж» | Усього за «ЧФР Клуж» | 22        | 8         |                    | 3                  | 0                  |                      | 5                    | 0                    |               | 0             | 0             | 30     | 8      |
| січ.-лип. 2013       | «Тренто»             | D                    | 10        | 3         | CI-D               | -                  | -                  | -                    | -                    | -                    | -             | -             | -             | 10     | 3      |
| Усього за кар'єру    | Усього за кар'єру    | Усього за кар'єру    | 265+2     | 54        |                    | 12                 | 1                  |                      | 7                    | 0                    |               | 0             | 0             | 284+2  | 55     |

## Досягнення

### Як гравця
- Чемпіон Румунії:

«Клуж»: 2009–2010, 2011–2012
- Володар Кубка Румунії:

«Клуж»: 2009–2010

### Як тренера
- Володар Суперкубка України (1):

«Шахтар»: 2021